# Rantaraitti (Espoo)
Pour les articles homonymes, voir Rantaraitti.
La Piste côtière (en finnois : rantaraitti, en suédois : strandpromenaden) est une piste  urbaine de randonnée pédestre et cyclable longeant la côte du golfe de Finlande à Espoo en Finlande. 

## Présentation
La piste a environ 40 km de longueur.
La rantaraitti part de Laajalahti près de la limite de Helsinki et passe par les quartiers de Laajalahti, Otaniemi, Tapiola, Haukilahti, Westend, Matinkylä, Nuottaniemi, Kaitaa,  Soukka et Espoonlahti pour se terminer à  Saunalahti à la limite de Kirkkonummi. Une grande partie de la piste est éclairée la nuit.
La piste donne accès à de nombreux sites intéressants comme, entre autres, la Villa Elfvik ou le musée Gallen-Kallela.